# Semnopithecus
Semnopithecus là một chi động vật có vú trong họ Cercopithecidae, bộ Linh trưởng. Chi này được Desmarest miêu tả năm 1822. Loài điển hình của chi này là Simia entellus Dufresne, 1797.

## Các loài
Chi này gồm các loài:
- Semnopithecus ajax
- Semnopithecus dussumieri
- Semnopithecus entellus
- Semnopithecus hector
- Semnopithecus hypoleucos
- Semnopithecus priam
- Semnopithecus schistaceus

## Hình ảnh

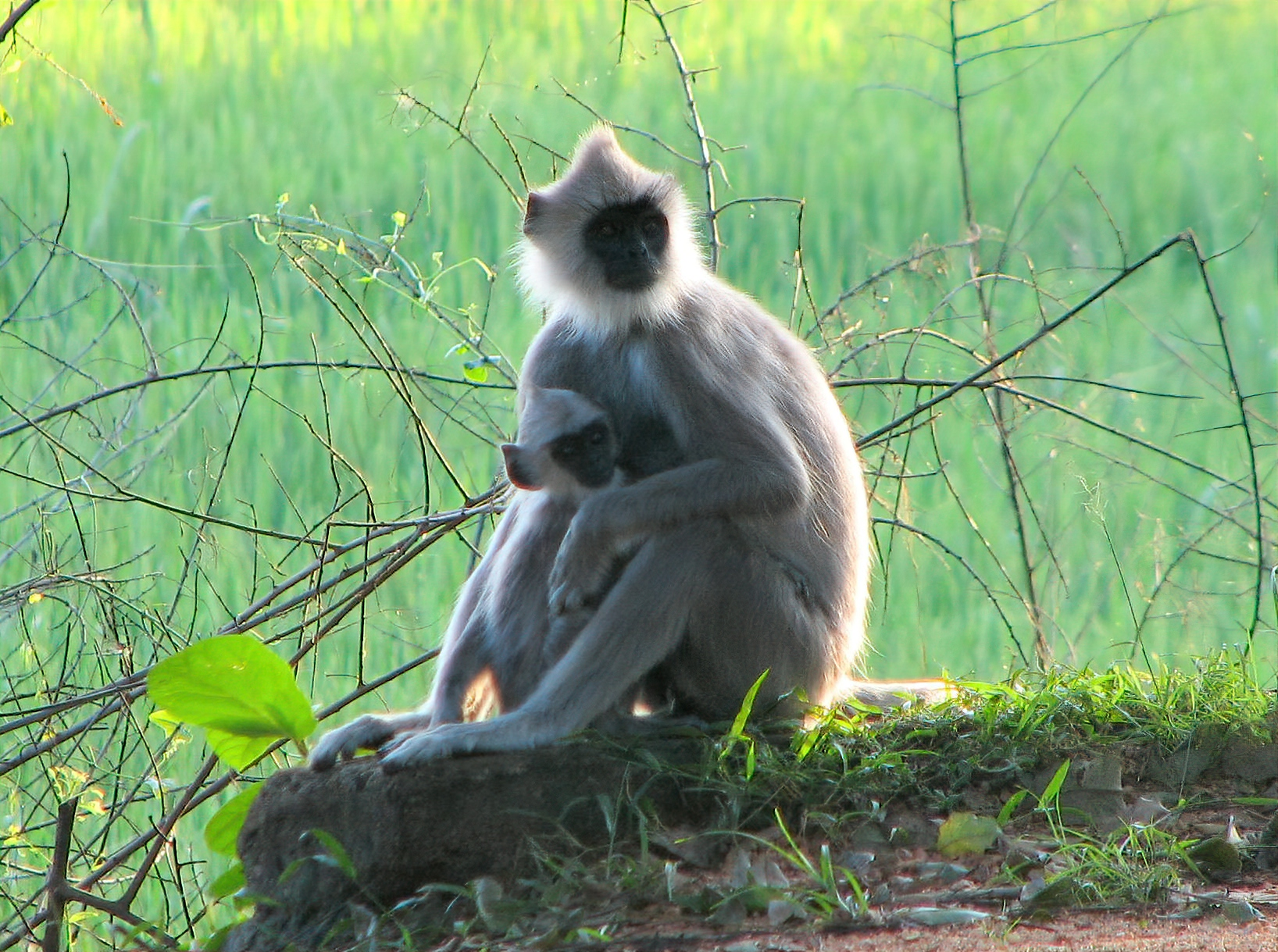
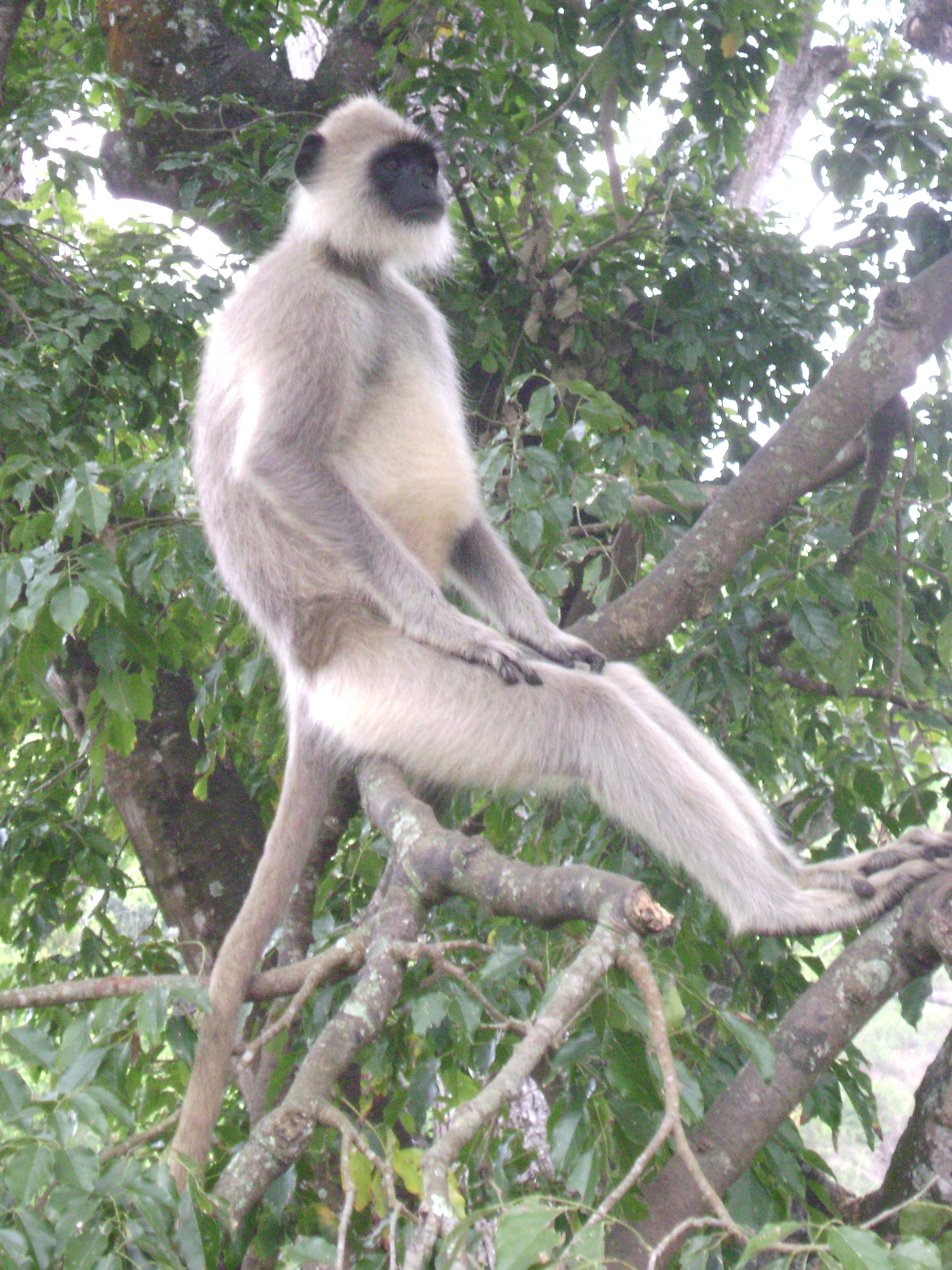
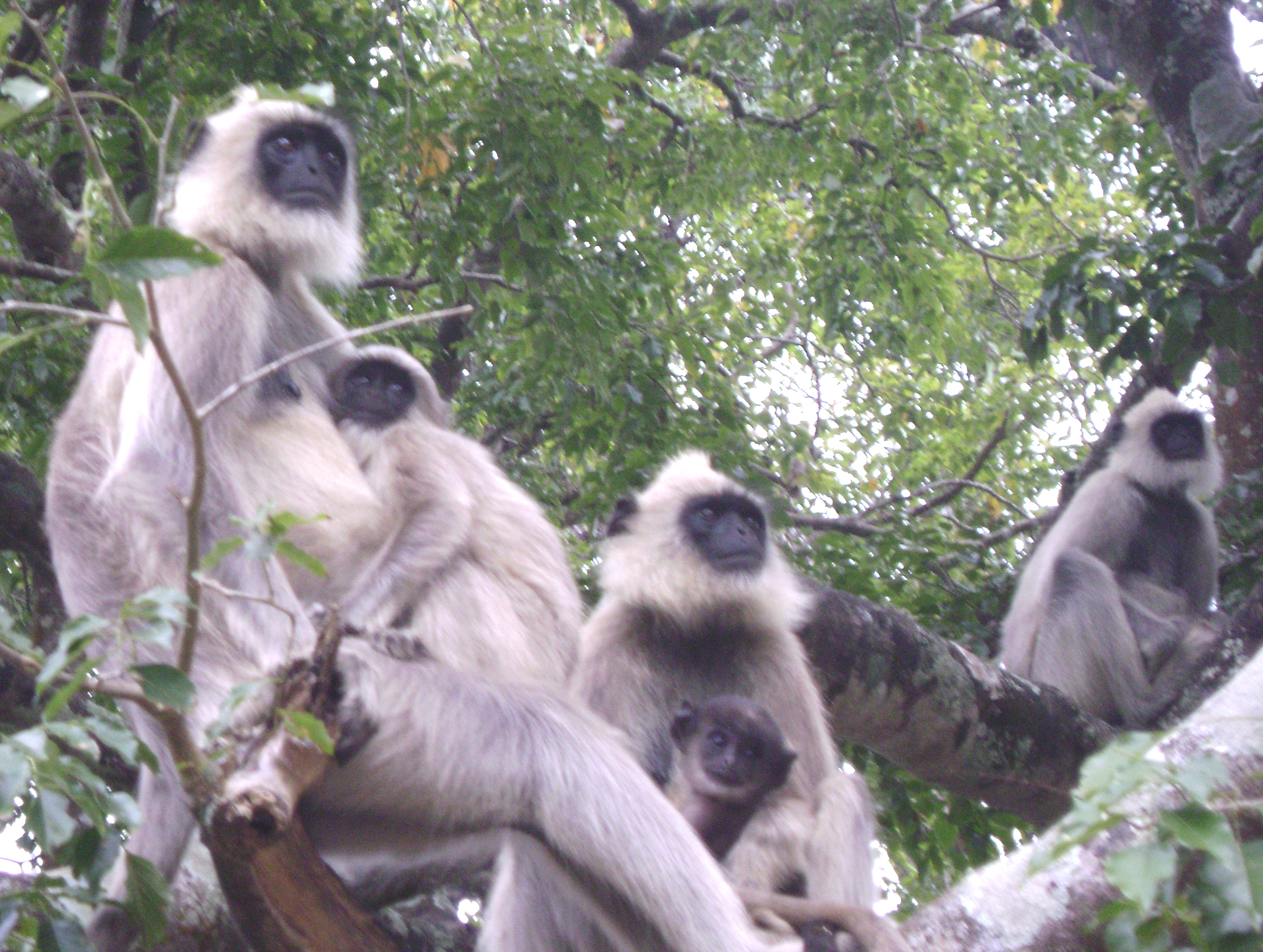
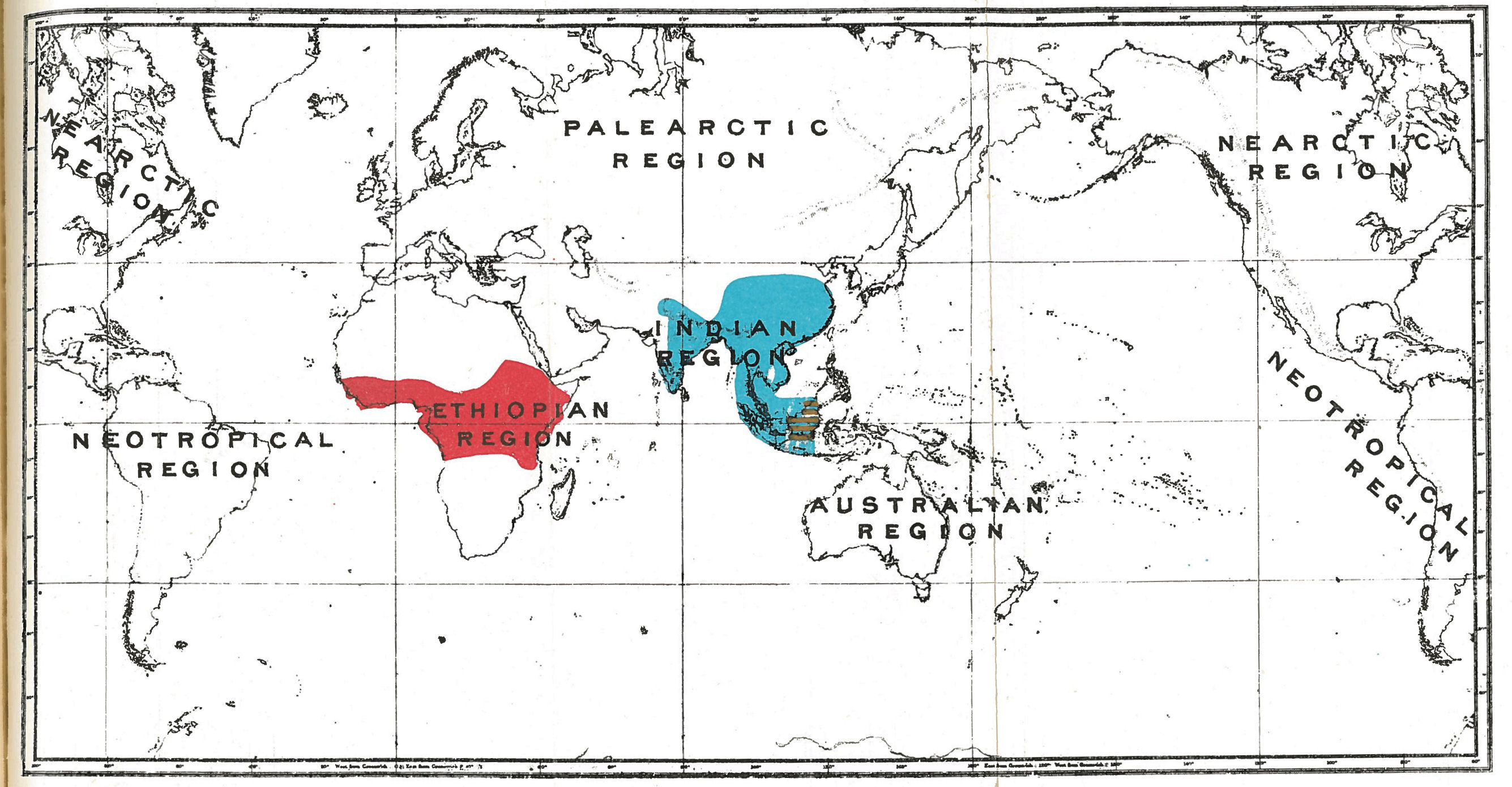

- Tập tin:A Few Words About Legend of epic (Langur).jpg